# Victor Ruffy
 (septembre 2022).
Si vous disposez d'ouvrages ou d'articles de référence ou si vous connaissez des sites web de qualité traitant du thème abordé ici, merci de compléter l'article en donnant les références utiles à sa vérifiabilité et en les liant à la section « Notes et références ».
Pour les articles homonymes, voir Ruffy.
Isaac Victor Charles François Ruffy, né le 18 janvier 1823 à Lutry (originaire du même lieu et de Riex) et mort le 29 décembre 1869 à Berne, est un avocat, juge cantonal, juge fédéral et homme politique suisse, membre du Parti radical-démocratique. 
Il exerce les fonctions de conseiller d'État, conseiller national et conseiller fédéral.

## Biographie
Victor Ruffy naît le 18 janvier 1823 à Lutry, dans le canton de Vaud. Il est le fils de Jean-Samuel Ruffy (originaire de Lutry et de Riex, tanneur, viticulteur et juge de paix) et de Marianne Chevalley. 
Il a un frère, Louis Rodolphe, né le 25 mars 1825.

### Études
Il suit l'école à Lutry et étudie une année à l'Institut Isler de Lausanne avant d'entrer en 1836 en droit à l'Académie. Membre dès 1838 de la société d'étudiants Belles-Lettres, il en devient le président l'année suivante. Licencié en droit en novembre 1844, il passe les six mois suivants à Heidelberg. De retour en Suisse à la fin de 1845, il entreprend un stage d'avocat dans l'étude de Charles Renevier. Il est remercié par son patron en 1846 pour avoir harangué la foule de la tribune de l'Association patriotique vaudoise le jour du premier anniversaire de la Révolution vaudoise de 1845. Le jour même, il entre comme stagiaire dans l'étude de Louis Blanchenay, chez qui il termine son stage. Il passe avec succès ses examens d'avocat en 1847.

### Tribunal cantonal
Malheureusement, la plupart des juges cantonaux sont mobilisés par l'affaire du Sonderbund et le Tribunal cantonal n'a pas la possibilité de délivrer les brevets d'avocat. Victor Ruffy, sous-lieutenant de chasseurs, fait les campagnes de Fribourg et de Lucerne. Il est démobilisé le 8 janvier 1848. Le Grand Conseil le nomme au Tribunal cantonal. Les juges cantonaux ayant entre-temps retrouvé leurs bureaux, sa patente d'avocat lui est délivrée. Ruffy restera dix ans au Tribunal cantonal, qu'il présidera à trois reprises.

### Mariage et enfants
Le 25 avril 1851, il épouse à Villette Julie Chevalley. Ils auront cinq enfants : Louisa (1852), Eugène (1854, qui deviendra président de la Confédération suisse en 1898), Juliette (1855), Maurice (1857, décédé très jeune) et Berthe (1866).

### Ascension politique
Intéressé par la politique, il est élu au Conseil national en 1858. Il quitte le Tribunal cantonal pour ouvrir avec Henri Jan une étude d'avocats à Lausanne. Il siège au Grand Conseil en 1859. À la première séance, l'assemblée le désigne pour remplacer Henri Fischer, conseiller d'État décédé peu avant. Il décline malgré tout ce mandat pour honorer l'engagement qui le lie à son associé. En 1861, il est nommé vice-président de la Constituante et à la présidence de la commission chargée d'élaborer le projet de Constitution. Même si ses obligations militaires l'éloignent souvent des débats de l'Assemblée (il commande le 113e bataillon de chasseurs vaudois), il y exercera une grande influence. Victor Ruffy est élu le 18 février 1863 au Conseil d'État. Il y sera responsable pendant trois ans du Département de l'intérieur et pendant deux ans de celui de l'instruction publique. Il prépare alors la réorganisation de l'École normale. En juillet 1863, il est nommé vice-président du Conseil national, puis président l'année suivante.
Le 12 juillet 1864, il devient membre du Tribunal fédéral, dont il assume la vice-présidence en 1866 et la présidence l'année suivante.

### Tribunal fédéral et Conseil fédéral
En novembre 1867, Constant Fornerod, alors président de la Confédération suisse, donne sa démission du Conseil fédéral. Victor Ruffy est élu à sa succession le 6 décembre. Il est le troisième conseiller fédéral du canton de Vaud.
Il occupe dès janvier 1868 le poste de chef du Département des finances. L'année suivante, il s'occupe du Département militaire ainsi que de la vice-présidence. Il est élu à la présidence de la Confédération pour 1870.

### Fin de vie
Début décembre 1869, il ressent les premiers symptômes d'un rhumatisme articulaire aigu qui provoquera une cardite. Il décède dans la nuit du 28 au 29 décembre 1869, à son domicile de la Laupenstrasse, à Berne. Les obsèques ont lieu à Lutry.

## Toponymie
Lausanne possède une avenue Victor-Ruffy (de l'avenue de Béthusy à l'avenue de la Sallaz), sur décision municipale de 1913.